# The Positive Pressure (of Injustice)
The Positive Pressure (of Injustice) è il secondo album della band thrash metal italiana Extrema, pubblicato nel 1995 dalla Flying Records.

## Tracce
1. This Toy – 3:02
2. The Positive Pressure (of Injustice) – 4:19
3. Fear – 3:45
4. Money Talks – 4:35
5. Confusion – 4:29
6. Grey – 4:25
7. Like Brothers – 5:52
8. To Hell – 3:05
9. On Your Feet, on Your Knees – 3:59
10. Tell Me – 5:27